# Gerard Gallant
Pour les articles homonymes, voir Gallant.
Gerard Gallant, né le 2 septembre 1963 à Summerside au Canada, est un joueur professionnel de hockey sur glace devenu entraîneur.

## Carrière

### Joueur
Choisi au repêchage de 1981 en 107e position par les Red Wings de Détroit, il commença sa carrière dans la Ligue nationale de hockey en 1984 avec cette franchise du Michigan pour laquelle il joua neuf saisons.  Il joua ensuite ses derniers matchs dans la LNH en 1995 avec le Lightning de Tampa Bay.

### Entraîneur
Après trois années comme entraîneur-adjoint pour les Blue Jackets de Columbus, il en devient l'entraîneur principal en 2003. Mais lors de la saison 2006-2007 il est congédié et remplacé par Kenneth Hitchcock à cause des mauvais résultats de la franchise.
Par la suite, il passe deux saisons comme entraîneur-adjoint des Islanders de New York avant d'être engagé pour diriger les Sea Dogs de Saint-Jean de la Ligue de hockey junior majeur du Québec avec qui il gagne la Coupe Memorial le 29 mai 2011. En 2010, il remporte le trophée Ron-Lapointe remit au meilleur entraîneur de l'année de la LHJMQ.
Il est nommé entraîneur-adjoint de Michel Therrien des Canadiens de Montréal pour la saison 2012-2013.
Le 21 juin 2014, il est nommé entraîneur-chef des Panthers de la Floride.
Le 27 novembre 2016, il est congédié par les Panthers et remplacé par Tom Rowe.
Le 13 avril 2017 il devient le premier entraîneur de la nouvelle équipe de la LNH à savoir les Golden Knights de Vegas. Il dirige l'équipe pendant presque trois ans. L'organisation annonce son congédiement le 15 janvier 2020. Il est remplacé par Peter DeBoer.
Le 14 juin 2021, il est nommé entraîneur-chef des Rangers de New York qu'il dirige pendant deux saisons avant d'être remercié le 6 mai 2023 après une élimination au premier tour des séries.

## Statistiques

### Joueur
| Saison     | Équipe                    | Ligue      |     | Saison régulière | Saison régulière | Saison régulière | Saison régulière | Saison régulière |    | Séries éliminatoires | Séries éliminatoires | Séries éliminatoires | Séries éliminatoires | Séries éliminatoires |
| Saison     | Équipe                    | Ligue      | PJ  | B                | A                | Pts              | Pun              | PJ               | B  | A                    | Pts                  | Pun                  |                      |                      |
| 1980-1981  | Castors de Sherbrooke     | LHJMQ      | 68  | 41               | 60               | 101              | 220              | 14               | 6  | 13                   | 19                   | 46                   |                      |                      |
| 1981-1982  | Castors de Sherbrooke     | LHJMQ      | 58  | 34               | 58               | 92               | 260              | 22               | 14 | 24                   | 38                   | 84                   |                      |                      |
| 1982-1983  | Castors de Saint-Jean     | LHJMQ      | 33  | 28               | 25               | 53               | 139              | -                | -  | -                    | -                    | -                    |                      |                      |
| 1982-1983  | Juniors de Verdun         | LHJMQ      | 29  | 26               | 49               | 75               | 105              | 15               | 14 | 19                   | 33                   | 84                   |                      |                      |
| 1983-1984  | Red Wings de l'Adirondack | LAH        | 77  | 31               | 33               | 64               | 195              | 7                | 1  | 3                    | 4                    | 34                   |                      |                      |
| 1984-1985  | Red Wings de l'Adirondack | LAH        | 46  | 18               | 29               | 47               | 131              | -                | -  | -                    | -                    | -                    |                      |                      |
| 1984-1985  | Red Wings de Détroit      | LNH        | 32  | 6                | 12               | 18               | 66               | 3                | 0  | 0                    | 0                    | 11                   |                      |                      |
| 1985-1986  | Red Wings de Détroit      | LNH        | 52  | 20               | 19               | 39               | 106              | -                | -  | -                    | -                    | -                    |                      |                      |
| 1986-1987  | Red Wings de Détroit      | LNH        | 80  | 38               | 34               | 72               | 216              | 16               | 8  | 6                    | 14                   | 43                   |                      |                      |
| 1987-1988  | Red Wings de Détroit      | LNH        | 73  | 34               | 39               | 73               | 242              | 16               | 6  | 9                    | 15                   | 55                   |                      |                      |
| 1988-1989  | Red Wings de Détroit      | LNH        | 76  | 39               | 54               | 93               | 230              | 6                | 1  | 2                    | 3                    | 40                   |                      |                      |
| 1989-1990  | Red Wings de Détroit      | LNH        | 69  | 36               | 44               | 80               | 254              | -                | -  | -                    | -                    | -                    |                      |                      |
| 1990-1991  | Red Wings de Détroit      | LNH        | 45  | 10               | 16               | 26               | 111              | -                | -  | -                    | -                    | -                    |                      |                      |
| 1991-1992  | Red Wings de Détroit      | LNH        | 69  | 14               | 22               | 36               | 187              | 11               | 2  | 2                    | 4                    | 25                   |                      |                      |
| 1992-1993  | Red Wings de Détroit      | LNH        | 67  | 10               | 20               | 30               | 188              | 6                | 1  | 2                    | 3                    | 4                    |                      |                      |
| 1993-1994  | Lightning de Tampa Bay    | LNH        | 51  | 4                | 9                | 13               | 74               | -                | -  | -                    | -                    | -                    |                      |                      |
| 1994-1995  | Lightning de Tampa Bay    | LNH        | 1   | 0                | 0                | 0                | 0                | -                | -  | -                    | -                    | -                    |                      |                      |
| 1994-1995  | Knights d'Atlanta         | LIH        | 16  | 3                | 3                | 6                | 31               | -                | -  | -                    | -                    | -                    |                      |                      |
| 1995-1996  | Vipers de Détroit         | LIH        | 3   | 2                | 1                | 3                | 6                | -                | -  | -                    | -                    | -                    |                      |                      |
| Totaux LNH | Totaux LNH                | Totaux LNH | 615 | 211              | 269              | 480              | 1674             | 58               | 18 | 21                   | 39                   | 178                  |                      |                      |

### Entraîneur
| Saison    | Équipe                   | Ligue |    | PJ | V  | D | N  | Pr   | % V                             |  | Séries éliminatoires |
| 2003-2004 | Blue Jackets de Columbus | LNH   | 45 | 16 | 25 | 4 | 0  | 40   | Non qualifiés                   |  |                      |
| 2005-2006 | Blue Jackets de Columbus | LNH   | 82 | 35 | 43 | – | 4  | 45,1 | Non qualifiés                   |  |                      |
| 2006-2007 | Blue Jackets de Columbus | LNH   | 20 | 5  | 13 | – | 2  | 30   | Congédié en cours de saison     |  |                      |
| 2009-2010 | Sea Dogs de Saint-Jean   | LHJMQ | 68 | 53 | 12 | – | 3  | 80,1 | Finalistes                      |  |                      |
| 2010-2011 | Sea Dogs de Saint-Jean   | LHJMQ | 68 | 58 | 7  | – | 3  | 87,5 | Vainqueurs                      |  |                      |
| 2011-2012 | Sea Dogs de Saint-Jean   | LHJMQ | 68 | 50 | 15 | – | 3  | 75,7 | Vainqueurs                      |  |                      |
| 2014-2015 | Panthers de la Floride   | LNH   | 82 | 38 | 29 | – | 15 | 55,5 | Non qualifiés                   |  |                      |
| 2015-2016 | Panthers de la Floride   | LNH   | 82 | 47 | 26 | – | 9  | 62,8 | Éliminé au 1er tour             |  |                      |
| 2016-2017 | Panthers de la Floride   | LNH   | 22 | 11 | 10 | – | 1  | 52,3 | Congédié en cours de saison     |  |                      |
| 2017-2018 | Golden Knights de Vegas  | LNH   | 82 | 51 | 24 | – | 7  | 66,5 | Éliminé en finale               |  |                      |
| 2018-2019 | Golden Knights de Vegas  | LNH   | 82 | 43 | 32 | – | 7  | 56,7 | Éliminé au 1er tour             |  |                      |
| 2019-2020 | Golden Knights de Vegas  | LNH   | 49 | 24 | 19 | – | 6  | 55,6 | Congédié en cours de saison     |  |                      |
| 2021-2022 | Rangers de New York      | LNH   | 82 | 52 | 24 | – | 6  | 67,1 | Éliminé en finale d'association |  |                      |
| 2022-2023 | Rangers de New York      | LNH   | 82 | 47 | 22 | – | 13 | 65,2 | Éliminé au 1er tour             |  |                      |

## Trophées et honneurs personnels
- 1989 : sélectionné dans la 2e équipe d'étoiles de la Ligue nationale de hockey ;
- 2010 et 2011 : remporte le trophée Ron-Lapointe remis au meilleur entraîneur de la Ligue de hockey junior majeur du Québec ;
- 2018 : remporte le trophée Jack-Adams remis au meilleur entraîneur de la Ligue nationale de hockey.